# Ro-114
Ro-114 — підводний човен Імперського флоту Японії, який взяв участь у Другій світовій війні.
Ro-114 заклали на верфі компанії Kawasaki у Танагаві (околиця Осаки), а після спуску на воду добудували на верфі Kawasaki в Кобе.
Наприкінці лютого 1944-го корабель включили до 30-ї дивізії підводних човнів, що вела бойові у Південно-Східній Азії, а з розформуванням 30-ї дивізії наприкінці березня перевели до 51-ї дивізії підводних човнів, яка діяла у Океанії. При цьому фактично Ro-114 ще кілька місяців залишався у метрополії і певний час підпорядковувався ескортному командуванню, яке залучило його до протичовнової оборони в районі островів Рюкю.
Нарешті, в першій декаді червня 1944-го човен пройшов на острів Сайпан (Маріанські острови), звідки вирушив 11 червня на бойове патрулювання. За кілька діб американці розпочали атаку на Маріанські острови. 17 червня в районі за півтори сотні кілометрів на захід від Сайпану есмінці «Вадлі» та «Мелвін» встановили сонарний контакт із ціллю та провели атаки глибинними бомбами. Ймовірно, саме цей бій став останнім для Ro-114, який загинув разом з усіма 55 членами екіпажу.